# 下村治生
下村 治生（しもむら はるお、1952年〈昭和27年〉 - ）は、日本の政治家。自由民主党所属の新宿区議会議員（6期）。第47代新宿区議会議長、自民・参政クラブ団長などを歴任。元新宿消防団団長。

## 来歴
東京都新宿区生まれ。父は元新宿区議会議員の下村得治。暁星高等学校を経て、慶應義塾大学経済学部卒業。同学院経済学研究科修士課程修了。外資系銀行勤務を経て、下村装飾株式会社役員。
2003年（平成15年）4月、自由民主党公認で新宿区議会議員に初当選。以降、2023年（令和5年）4月の統一地方選挙まで6期連続で当選。
2017年5月から2021年12月まで、自由民主党新宿総支部 支部長を務めた。

## 議会での役職
- 第47代新宿区議会議長（2015年5月 - 2017年5月）
- 総務区民委員長（2019年 - 2021年）
- 日韓友好促進区議連 会長
- 自民・参政クラブ 団長
- 自治・議会・行財政改革等特別委員会 副委員長
- 防災等安全対策特別委員会 委員 など

## 地域活動
- 新宿法人会 会員
- 地区青少年育成委員会、青少年団体連合会に所属
- 新宿交通少年団 支援
- 新宿消防団後援会に所属
- 元新宿消防団団長（2024年 - 2025年）

## 人物
- 辰年生まれ、血液型はA型。
- 慶應義塾大学OB会「新宿三田会」に参加。